# Yomiuri Shimbun

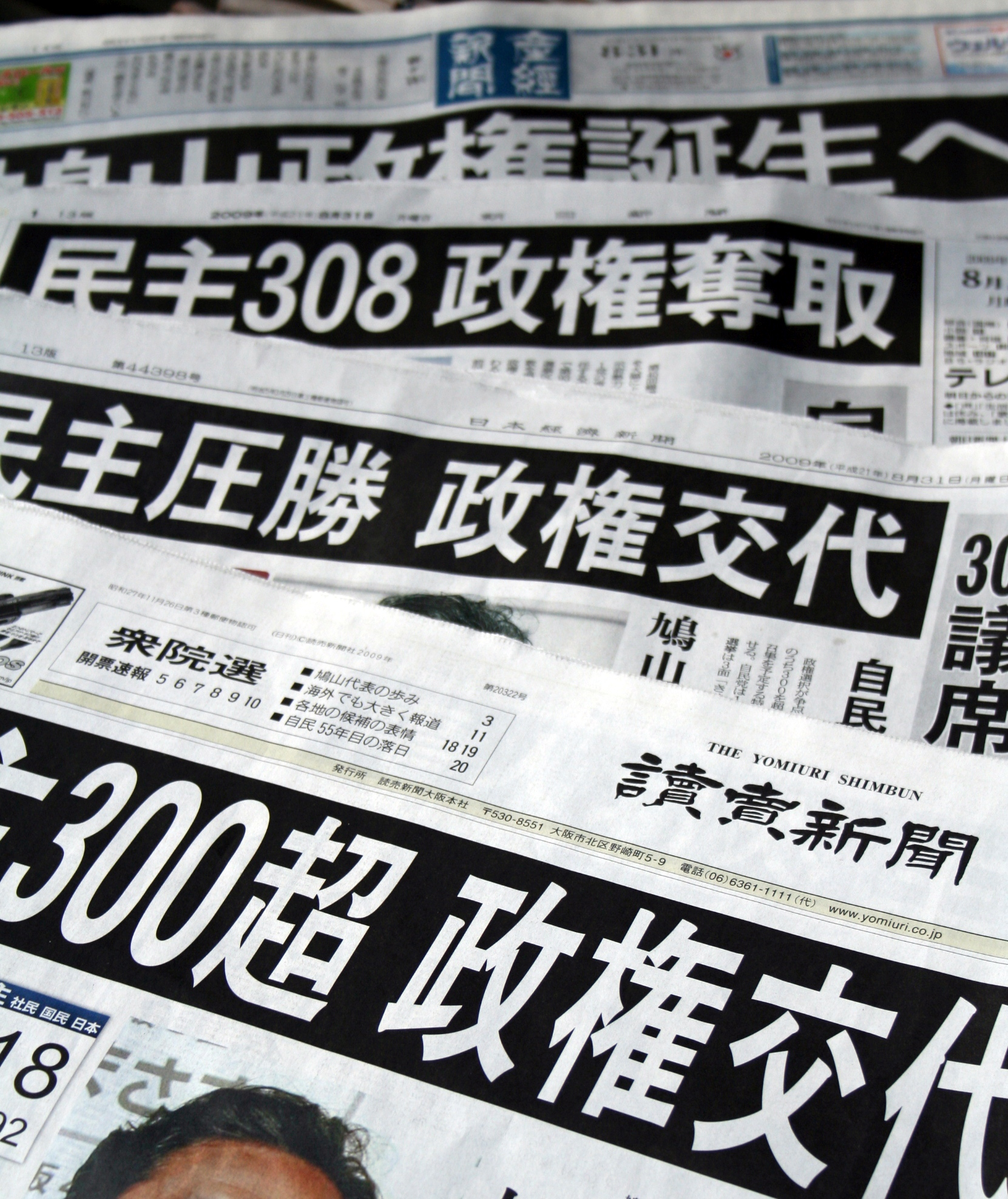
Yomiuri shimbun högst upp, därunder Asahi shimbun med fler tidningar, dagen efter den demokratiska valsegern i Japan 2009

Yomiuri Shimbun (読売新聞, Yomiuri Shinbun), grundad 1874, är Japans och världens upplagemässigt största dagstidning. Huvudkontoret ligger i Tokyo. Politiskt är tidningen konservativ eller neokonservativ.